# Chahe Shuiku
Chahe Shuiku (kinesiska: 岔河水库) är en reservoar i Kina. Den ligger i provinsen Yunnan, i den sydvästra delen av landet, omkring 59 kilometer sydväst om provinshuvudstaden Kunming. Chahe Shuiku ligger 1 765 meter över havet. Arean är 0,33 kvadratkilometer. I omgivningarna runt Chahe Shuiku växer i huvudsak blandskog. Den sträcker sig 1,1 kilometer i nord-sydlig riktning, och 0,8 kilometer i öst-västlig riktning.
Genomsnittlig årsnederbörd är 912 millimeter. Den regnigaste månaden är juni, med i genomsnitt 182 mm nederbörd, och den torraste är februari, med 9 mm nederbörd.